# Hankavesi och Lonkari
Hankavesi och Lonkari är en sjö i Finland. Den ligger i kommunen Rautalampi i landskapet Norra Savolax, i den centrala delen av landet, 290 km norr om huvudstaden Helsingfors. Hankavesi och Lonkari ligger 96,1 meter över havet. Den är 49 meter djup. Arean är 18,19 kvadratkilometer och strandlinjen är 148,68 kilometer lång. Sjön  ingår i Kymmene älvs huvudavrinningsområde.   I omgivningarna runt Hankavesi och Lonkari växer i huvudsak blandskog. Den sträcker sig 11,0 kilometer i nord-sydlig riktning, och 7,0 kilometer i öst-västlig riktning.
En stor del av sjöns öar återfinns i kategori:Öar i Hankavesi och Lonkari.